# Kisvonat

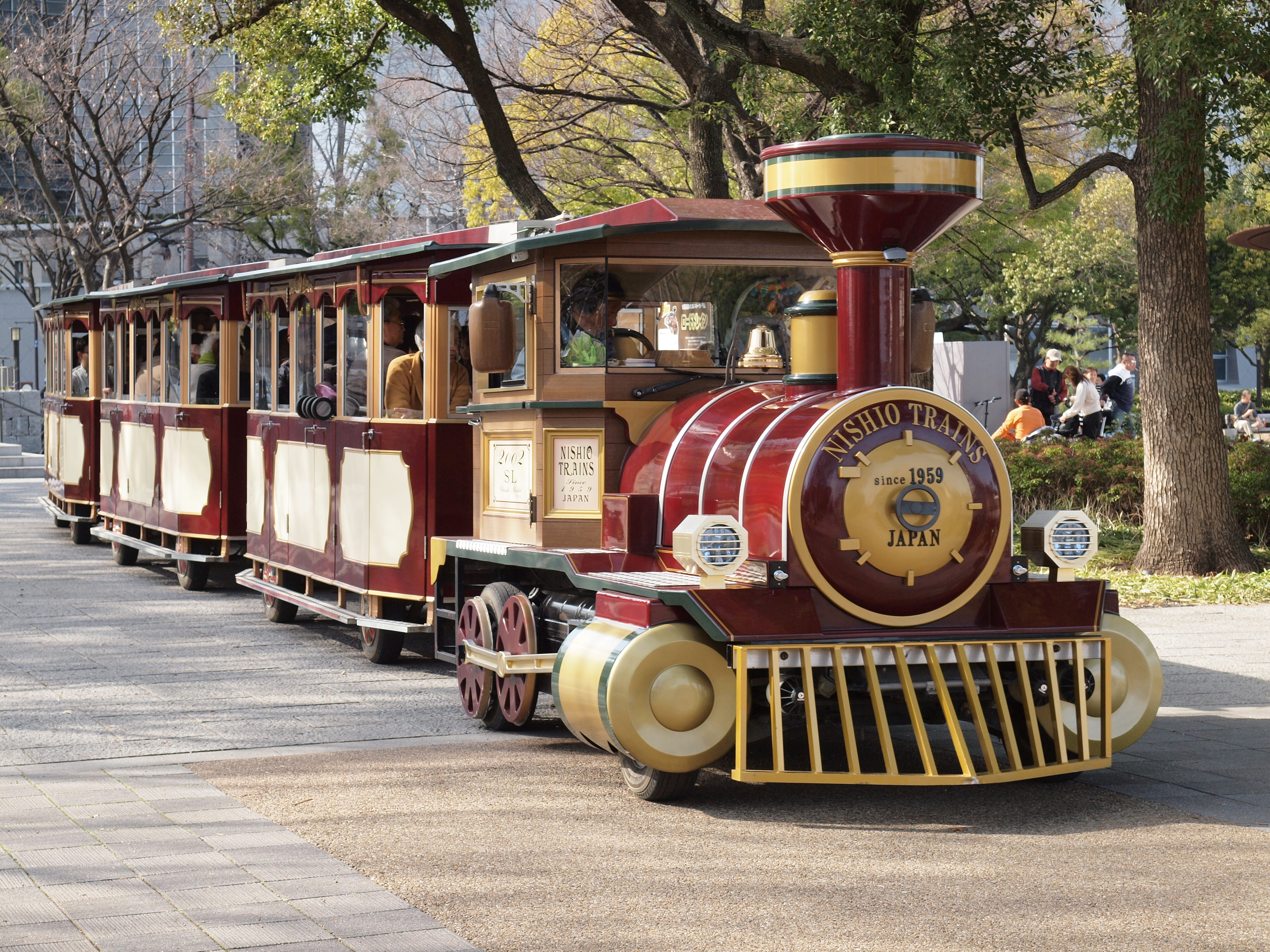
Tipikus, turistákat szállító kisvonat

A kisvonat közúti, gumiabroncsos tömegközlekedési eszköz, mely egy vontatóegységből és egy vagy több vontatott kocsiból áll. Általában kis távolságú személyszállításra használják turisztikai látnivalók környékén, városközpontokban, üdülőtelepeken, vidámparkokban; ritkábban plázákban, gyárakban, egyetemvárosokban, de nagyobb területű kiállításokon, expón, olimpiákon is előfordulnak. A városnéző látványjárművek szerelvényeit gyakran 19. századi vonatnak „álcázzák”, ekkor a vontatóegység egy gőzmozdonyra, a pótkocsik pedig vagonokra hasonlítanak.

## Története
Bár reklámcélokra már az 1920-as években is használtak gőzvonatnak álcázott közúti járművet, a mai értelemben vett kisvonatok az 1960-as években jelentek meg. Európában a jármű egyik első készítője a Dotto Trains volt; Ivo Dotto 1966-tól kimondottan turisták szállítására szánt, gumiabroncsos kisvonatokat gyártott. (Emiatt nevezik őket néha manapság is Dotto-nak.) 1972-ben már több európai országban árulták, és a 20. század végén elektromos üzemű járművek is megjelentek.

## Jellemzői
A kisvonat egy belső égésű motoros, vagy újabban elektromos meghajtású vontatóegységből áll, amelyhez vonóhoroggal egy vagy több, egymáshoz kapcsolt kocsi csatlakozik. A kocsik követik a vontató nyomvonalát; hosszabb szerelvényeken a kocsik kerekei is kormányozottak.
A turistáknak szánt, személyszállító kisvonatok vontatójának karosszériája általában egy gőzmozdonyhoz hasonlít, ami négy vagy hat keréken gurul. Ezeket a szerelvényeket élénk színekre festik, vidámparkokban a kinézet vagy a festés gyakran valamilyen rajzfilmhőst idéz – ilyen esetekben maga a kisvonat is egy látványosság. Vannak hagyományosabb, gépkocsiformájú vontatók is, amiken a mozdonyfazonúval ellentétben szintén lehetnek utasülések, ilyen közlekedik például a Margit-szigeten. Más járművek régi villamosokat idéznek, ugyanakkor léteznek új, modern konstrukciójú szerelvények is. A tipikus városnéző vonatok két vagy három kocsit vontatva néhány tucat személy szállítására alkalmasak, végsebességük 25 km/h körül van (vagyis lassú járműnek számítanak), vezetésükhöz D kategóriás (autóbuszra érvényes) jogosítvány szükséges.
A svájci Gruyères-ben a járművek elől lezárt történelmi központban kizárólag kisvonatok bonyolítják le a tömegközlekedést.
Hasonló járműveket teherszállításra is használhatnak, ahol gyakran kell kevés tárgyat kis távolságra mozgatni: például gyárakban áruszállításra, vagy repülőtereken csomagszállításra.

## Képek

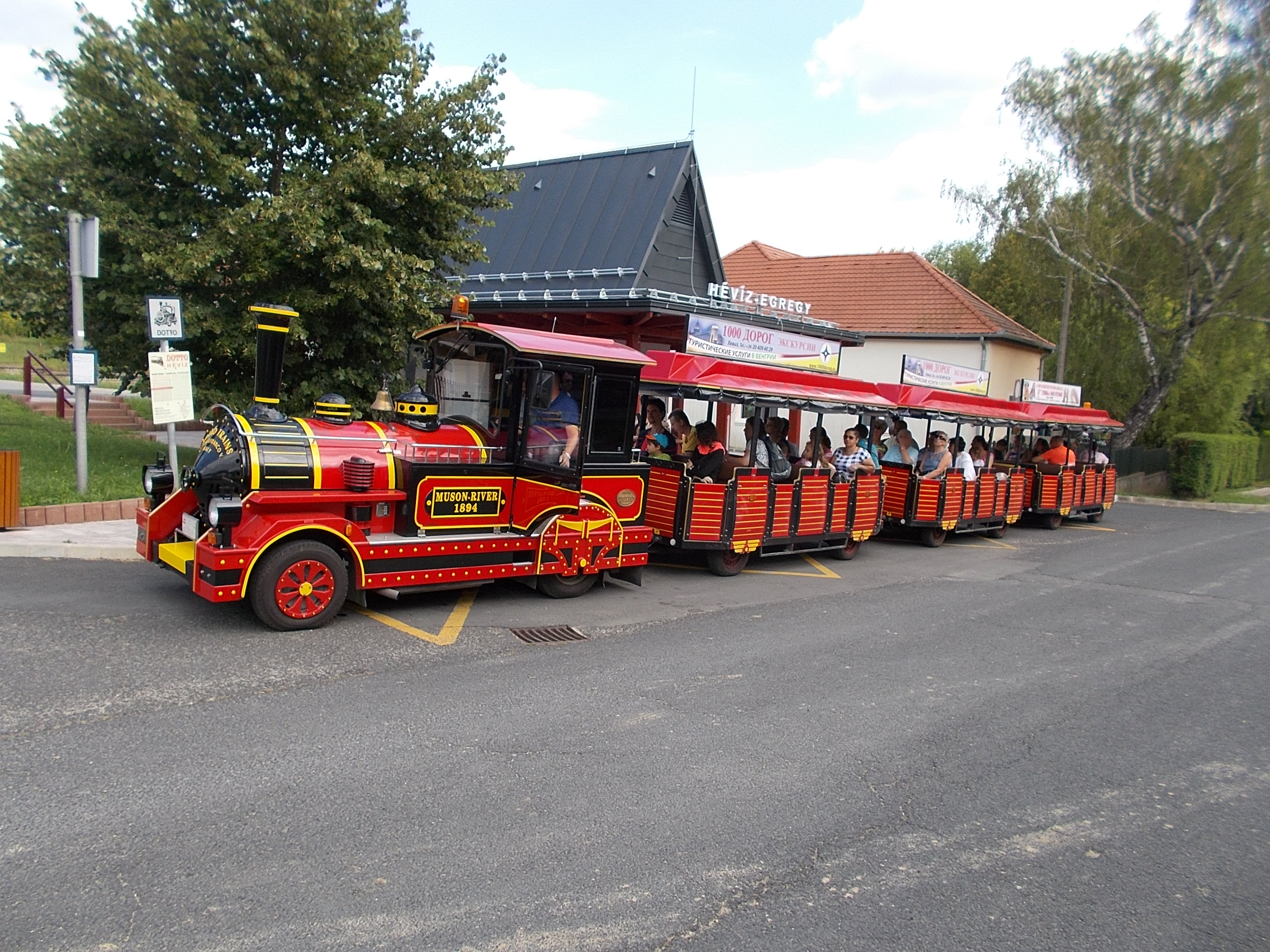
Magyarországon
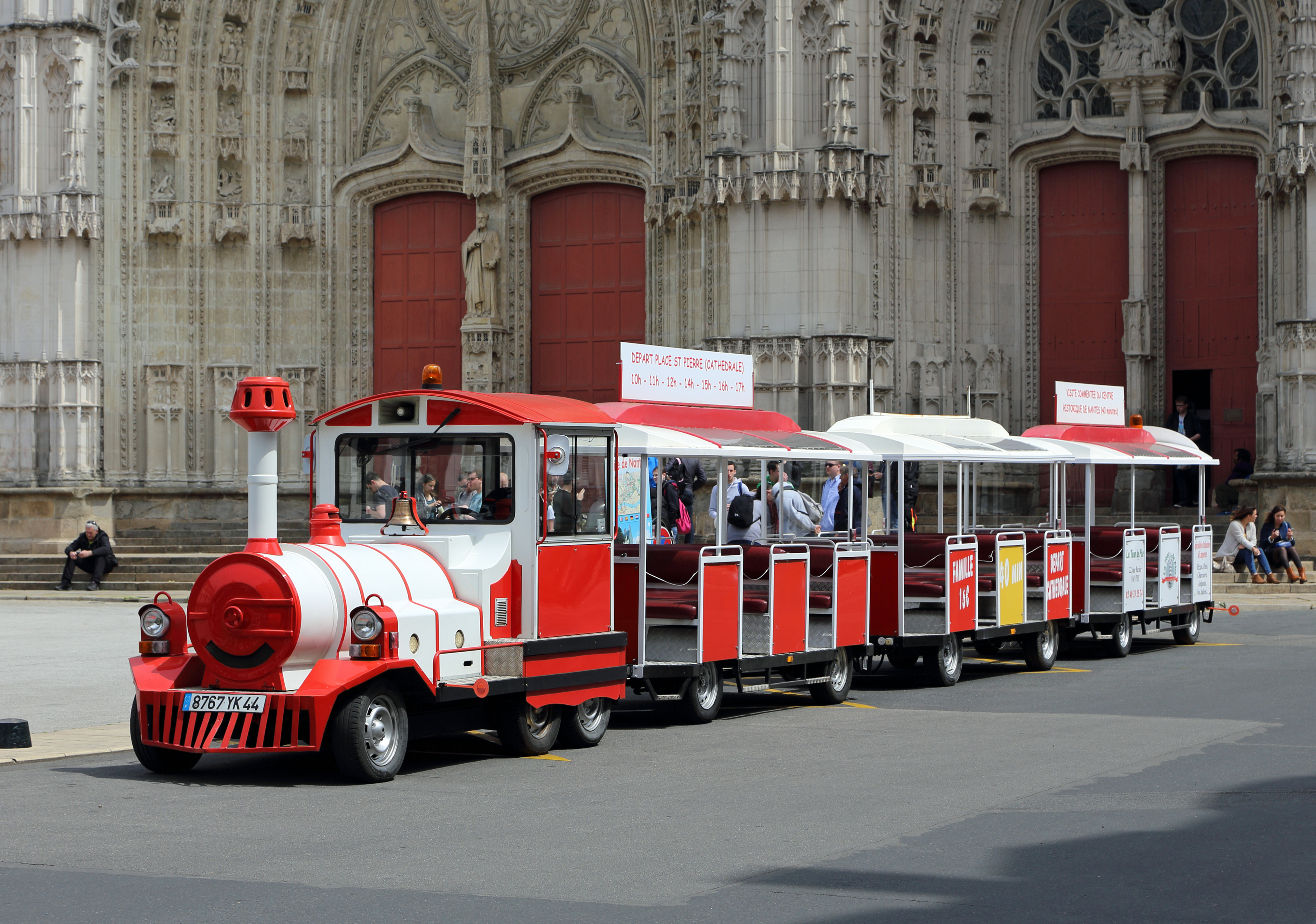
Franciaországban
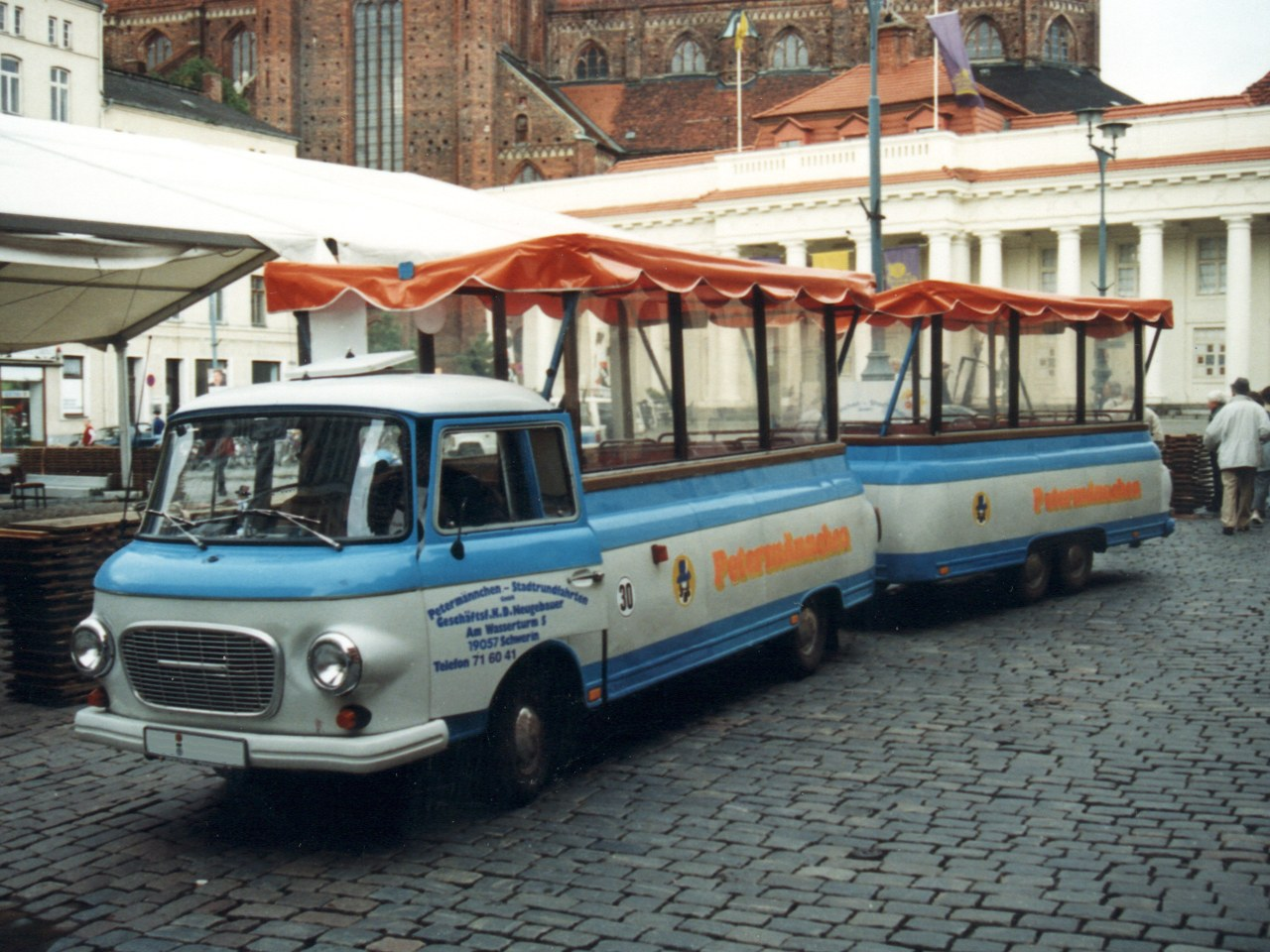
Barkas alapú szerelvény
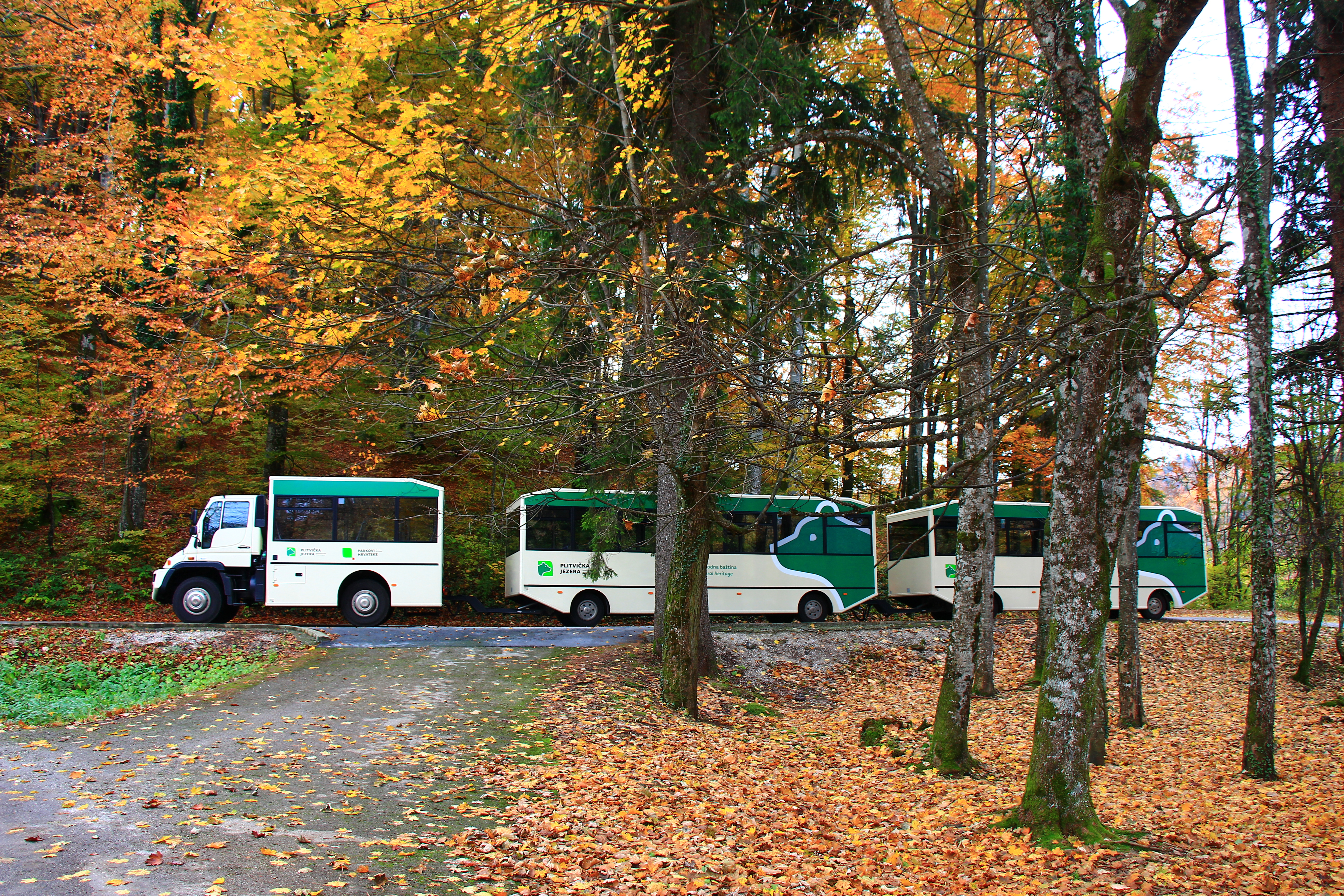
A Plitvicei-tavaknál használt jármű, a vontató itt egy UNIMOG
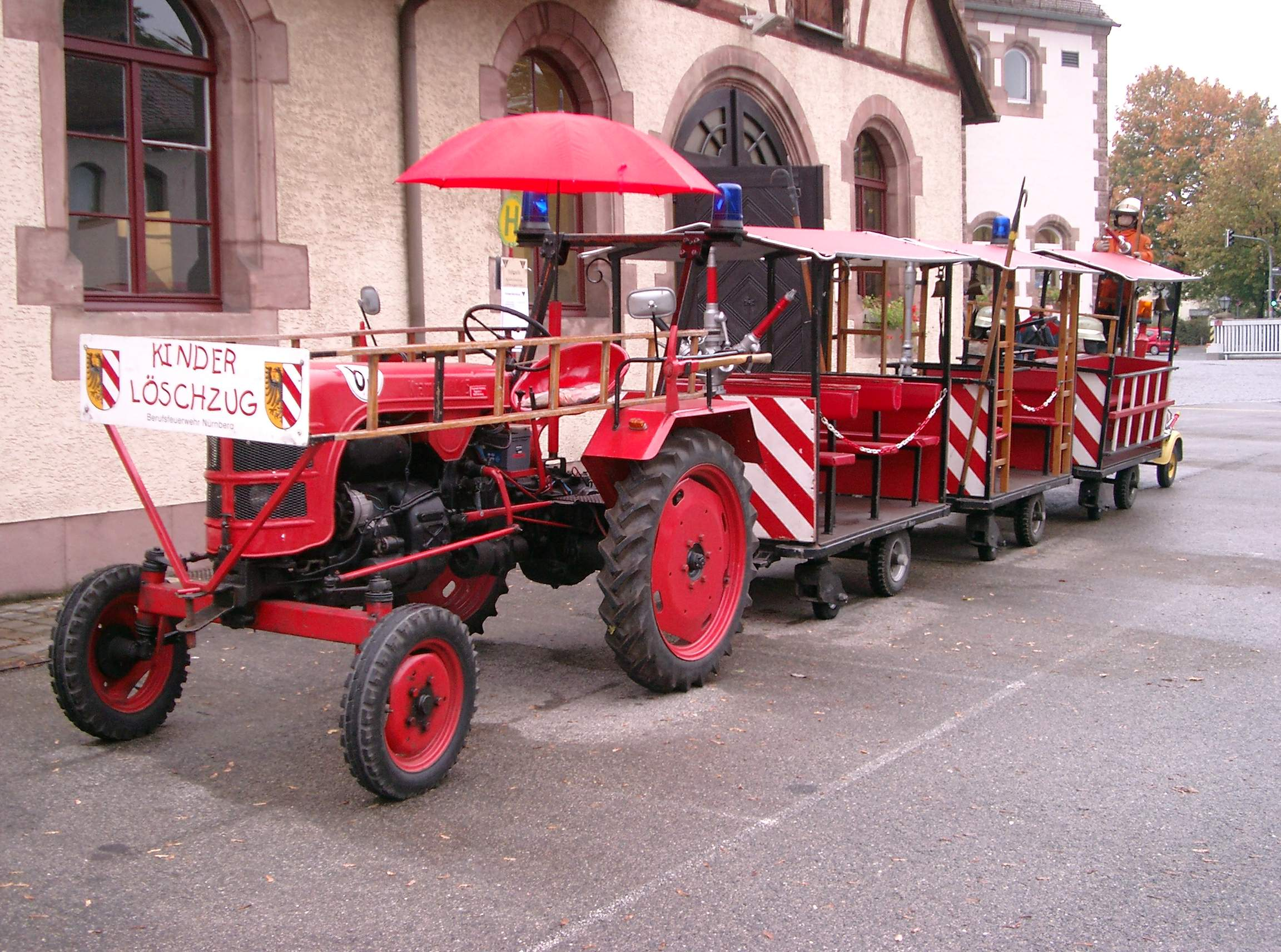
Traktoros kisvonat
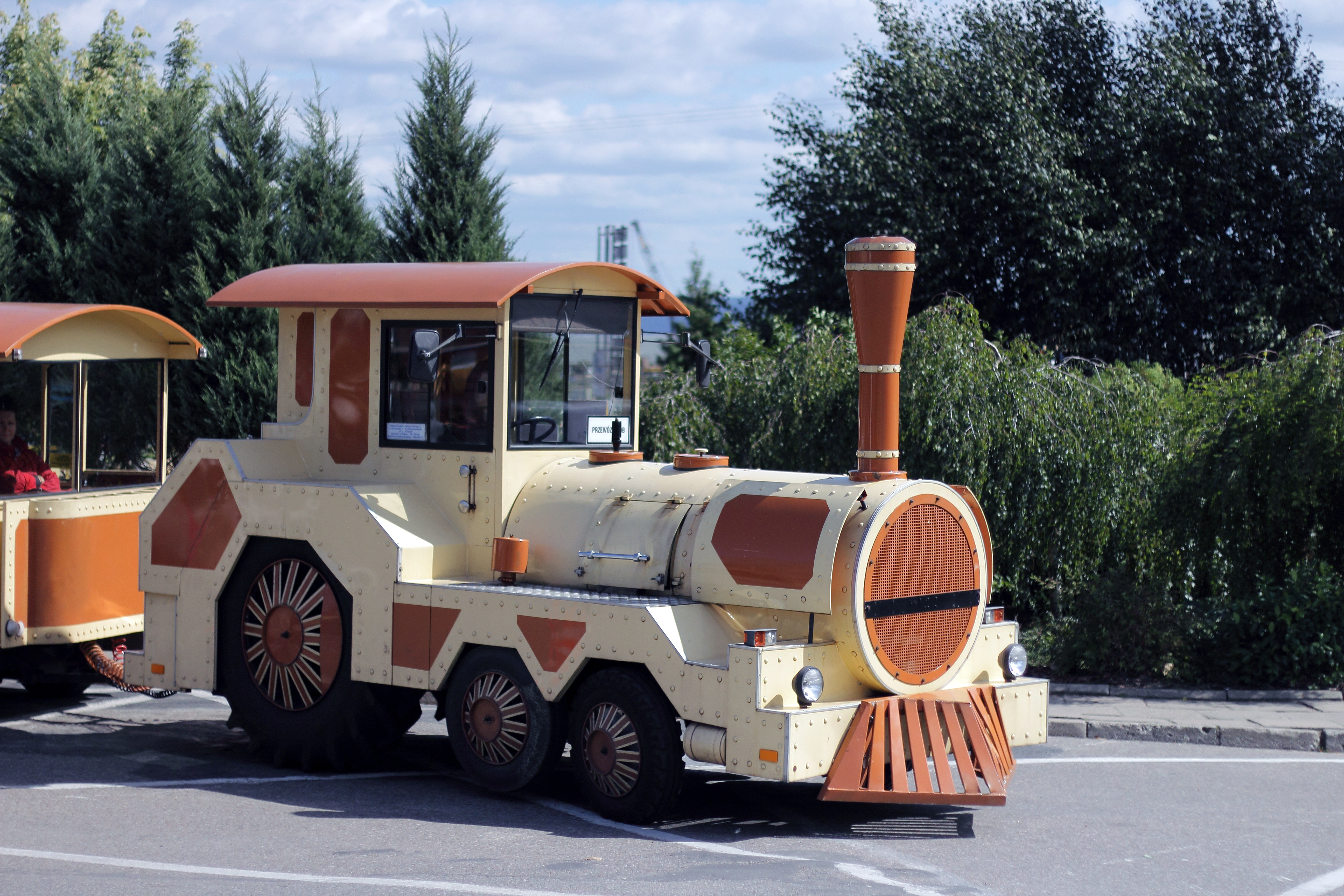
Mozdonynak maszkírozott traktor
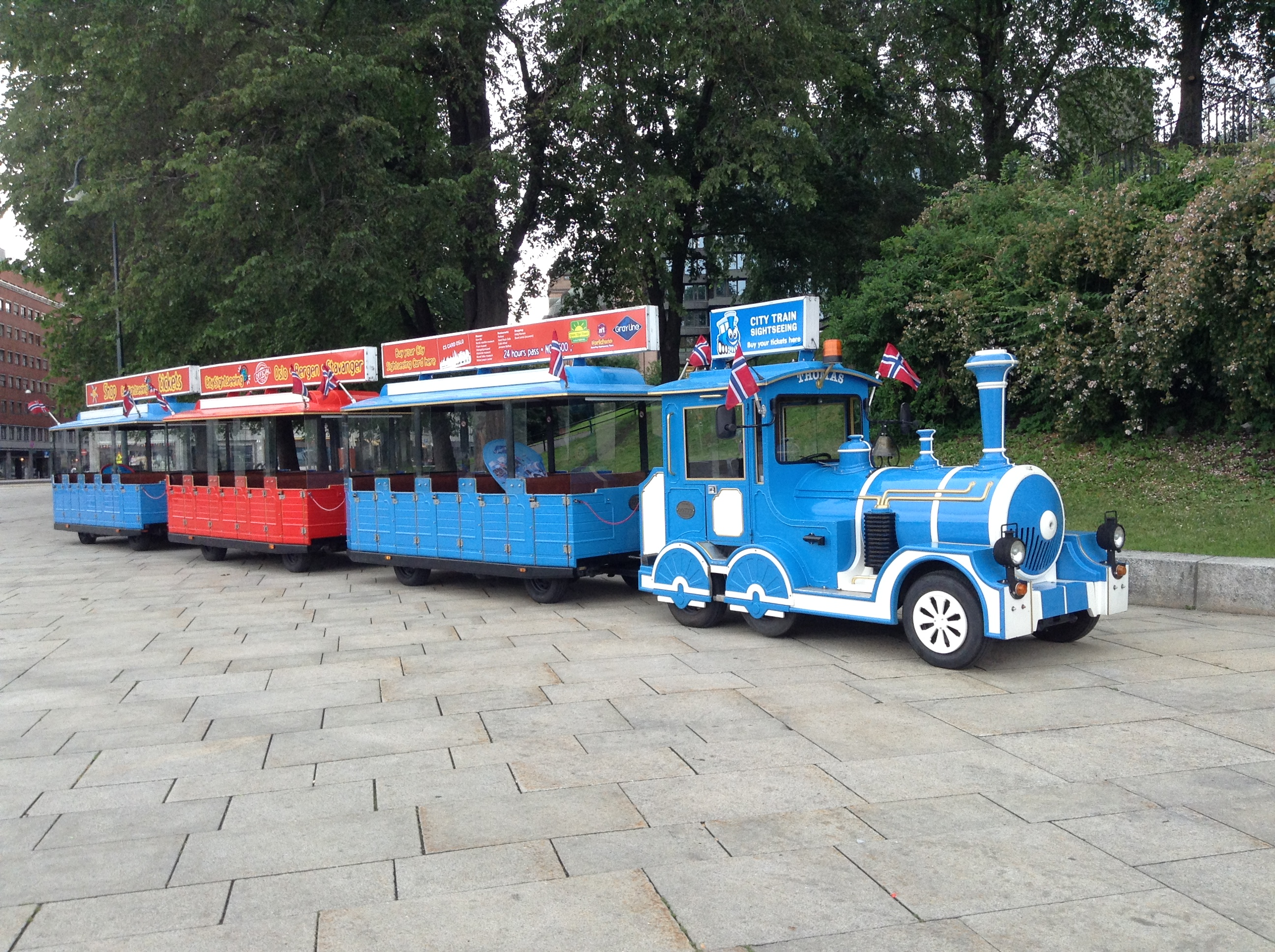
Kisvonat hatkerekű mozdonnyal Osloban
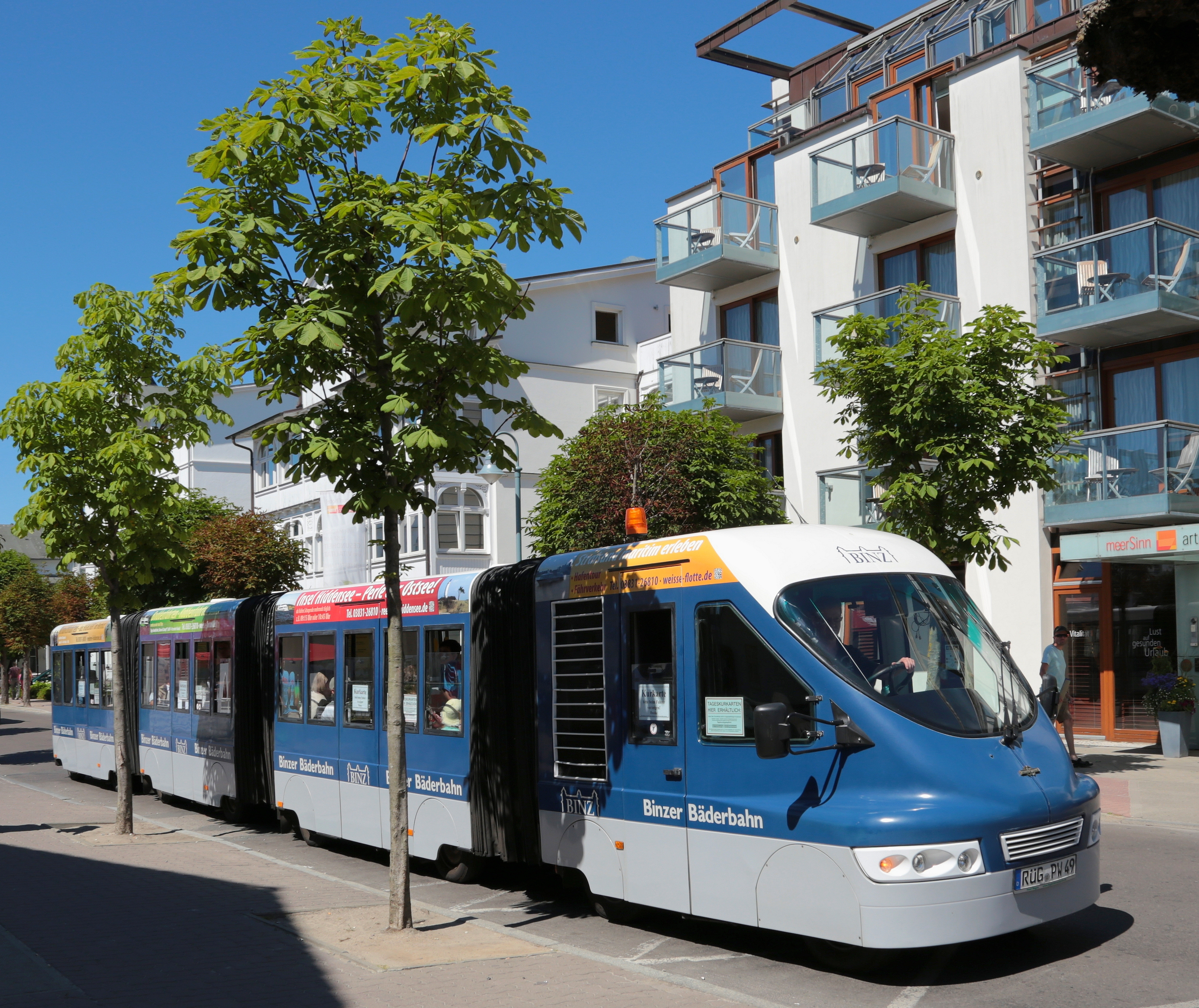
Modern, zárt csuklós kisvonat Németországban
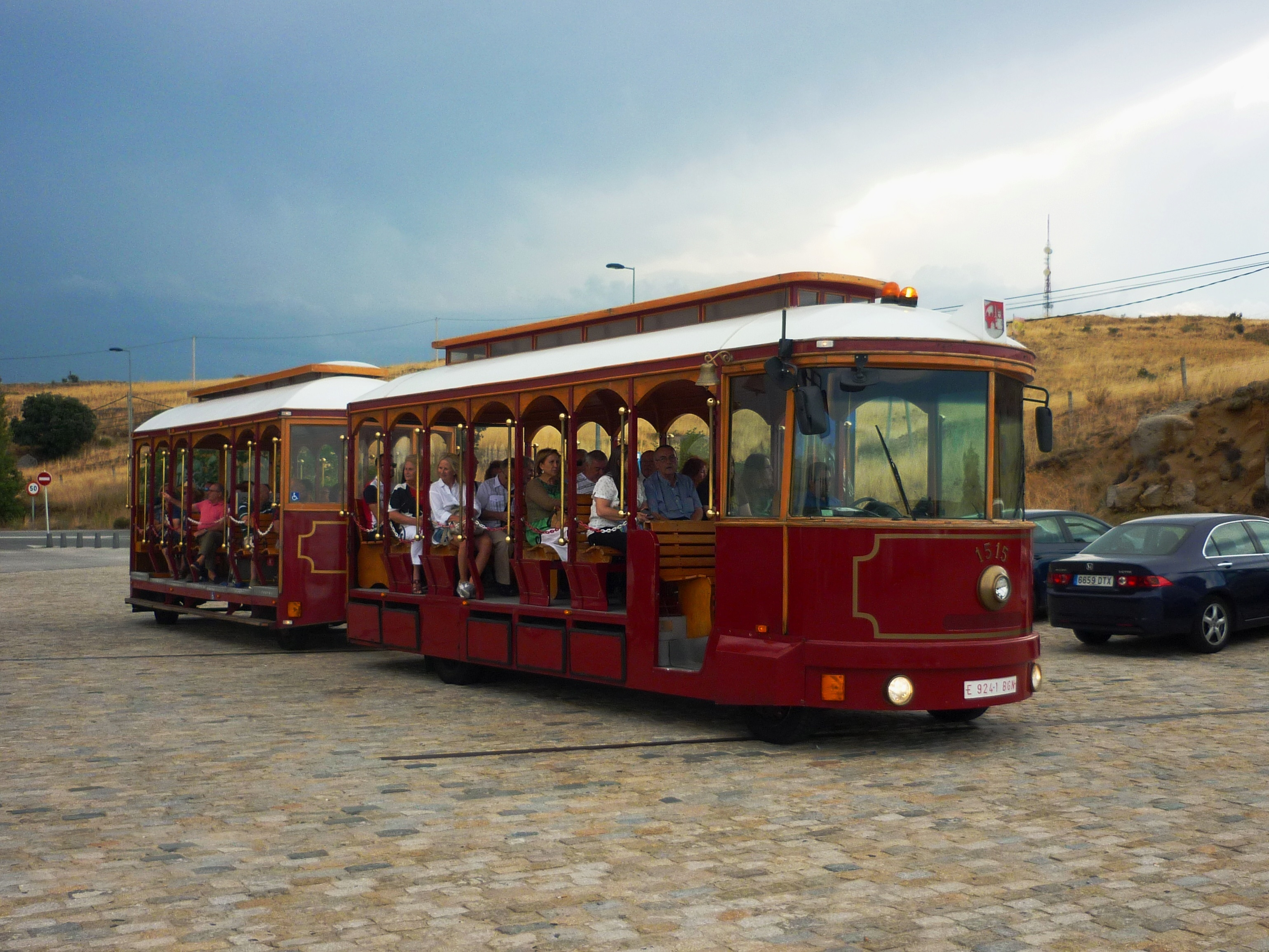
Villamosfazonú kisvonat Spanyolországban
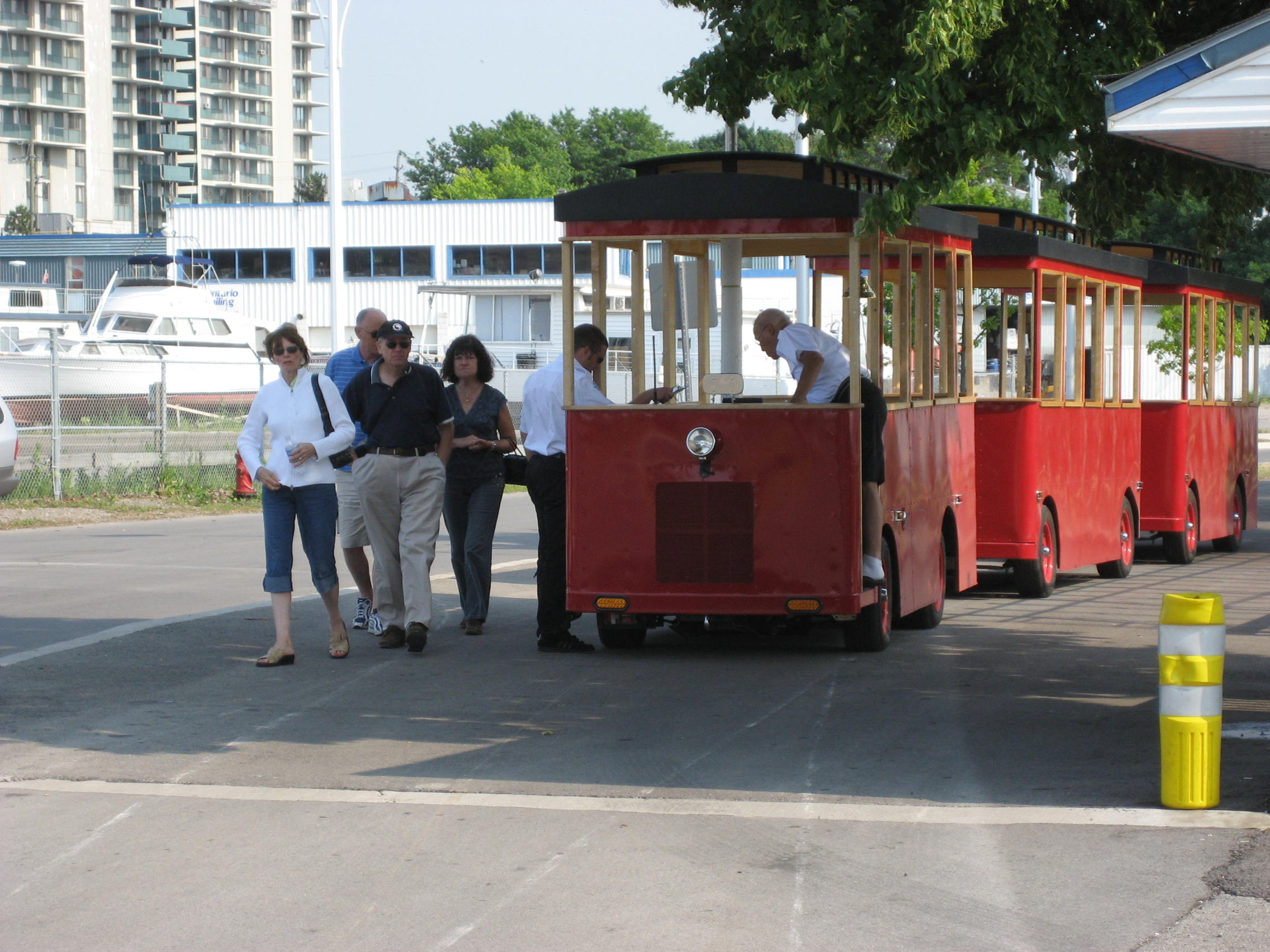
Villamost idéző kisvonat Kanadában